# دانشگاه سیتون هال

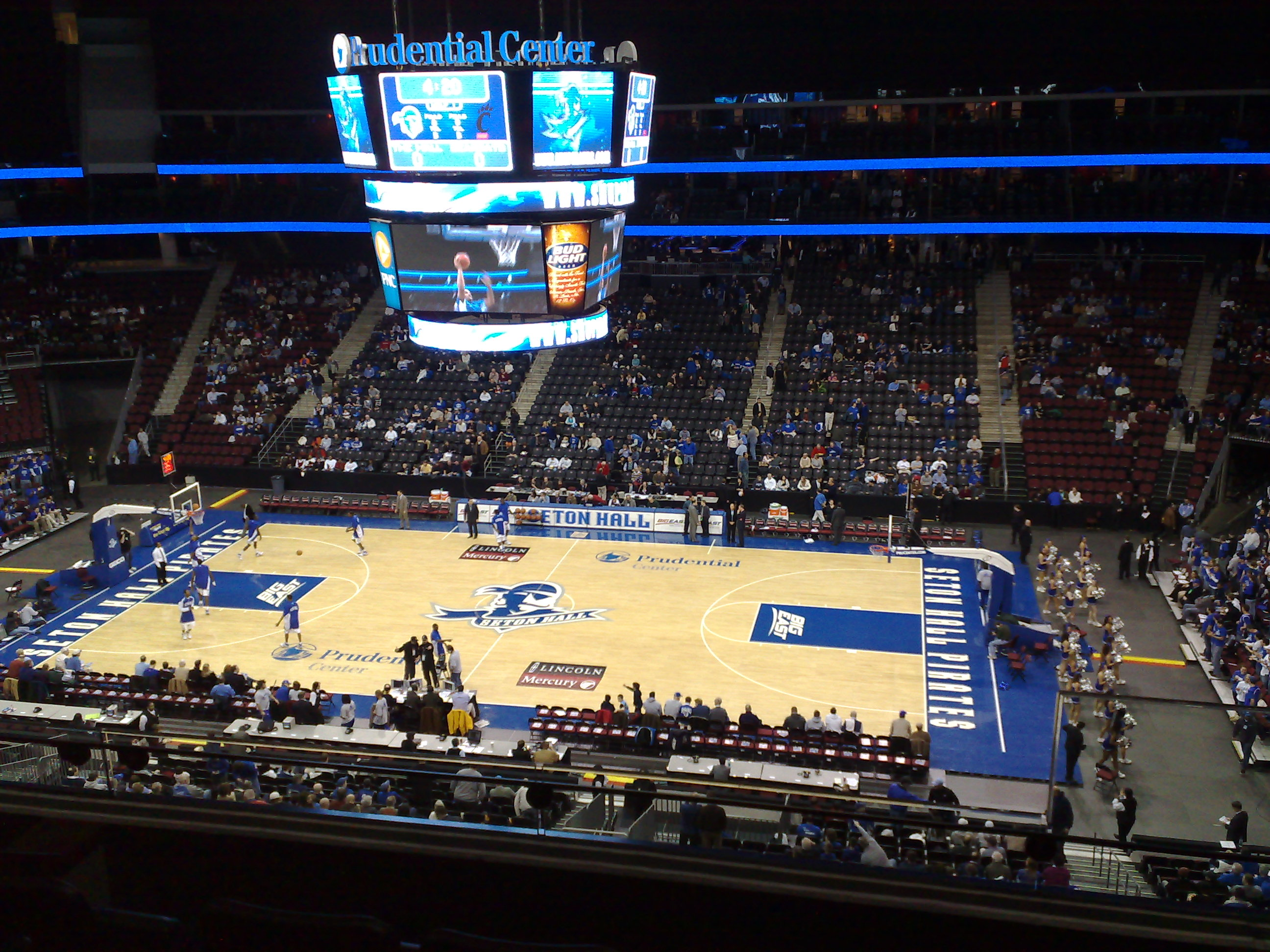
ورزشگاه سرپوشیده دانشگاه میزبان تیم بسکتبال این دانشگاه در مسابقات است.

دانشگاه سیتون هال (به انگلیسی: Seton Hall University) تأسیس ۱۸۵۶، از دانشگاه‌های معتبر ایالات متحده آمریکا بوده که در ایالت نیو جرزی و در مجاورت شهر نیویورک واقع است.
محمد خاتمی در سال ۲۰۰۱ در این دانشگاه یک سخنرانی ایراد کرد.